# Rosa Kerschbaumer-Putjata

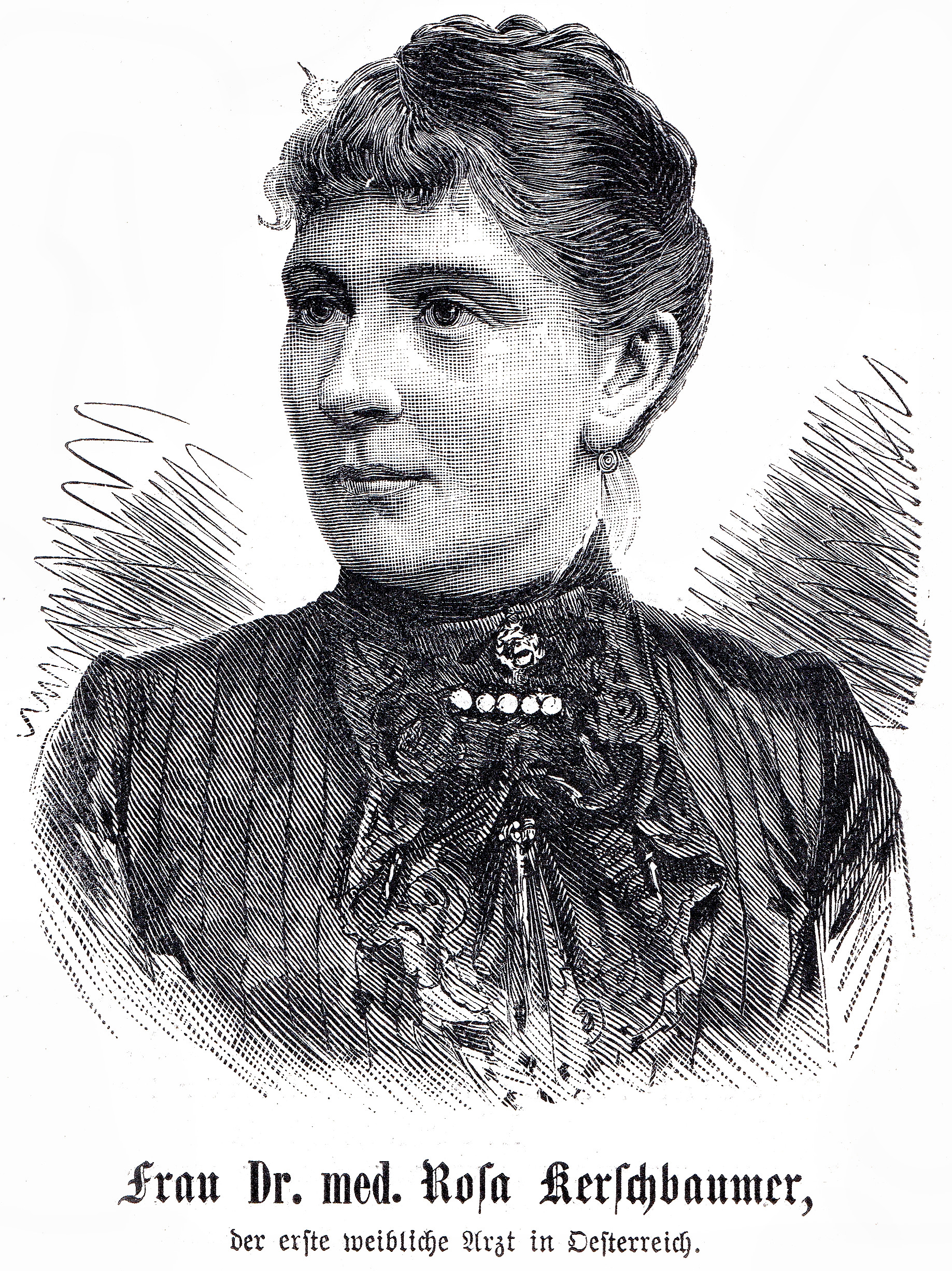
Rosa Kerschbaumer-Putjata

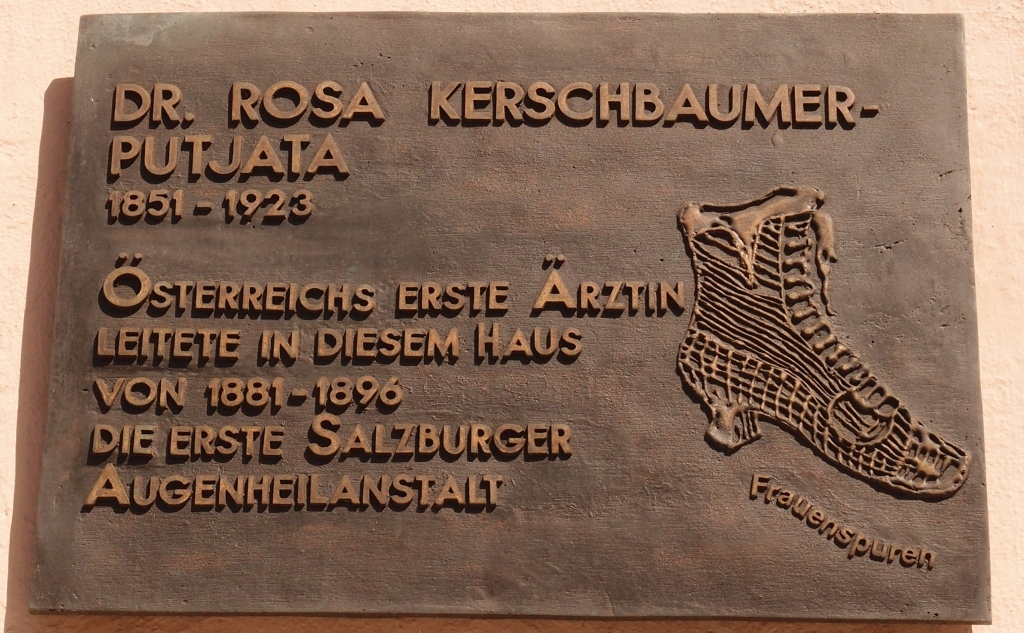
Erinnerung an Rosa Kerschbaumer-Putjata in Salzburg, Schwarzstraße 32

Rosa Kerschbaumer-Putjata (geboren als Raissa Wassiljewna Schlykowa, russisch Раиса Васильевна Шлыкова; nach der ersten Heirat Raissa Wassiljewna Putjata, russisch Раиса Васильевна Путята; seit der zweiten Heirat Rosa Kerschbaumer-Putjata; * 1851 bei Moskau; † 1923 in Los Angeles) war eine russisch-österreichische Augenärztin.

## Leben und Wirken
Rosa Kerschbaumer-Putjata wurde als Raissa Wassiljewna Schlykowa bei Moskau geboren und wuchs in einer russischen Landadelsfamilie auf. Im Alter von 18 Jahren heiratete sie Wladimir Putjata, mit dem sie drei Kinder hatte. Mit 21 studierte sie in Zürich und Bern Medizin, wie ihre Schwester Virginia. Sie promovierte 1876. Ihr Spezialgebiet war die Augenheilkunde. Mittlerweile geschieden, heiratete sie 1877 den österreichischen Arzt Friedrich Kerschbaumer und führte von da an den Namen Rosa Kerschbaumer-Putjata. Sie baute gemeinsam mit ihrem Mann eine private Augenheilanstalt in Salzburg in der Schwarzstraße auf. Nach der Trennung von ihrem Mann führte sie die Klinik allein weiter.
Da gerade in Salzburg Augenerkrankungen überdurchschnittlich zahlreich im Verhältnis zur gesamten Donau-Monarchie auftraten, die auf die schlechte ärztliche Versorgung zurückzuführen waren, erhielt sie 1890 eine Erlaubnis von Kaiser Franz Joseph, die Klinik weiter zu führen. Dies war umso bemerkenswerter, da um diese Zeit die Frauen noch gar nicht Medizin studieren und daher auch nicht ordinieren durften. Bereits 1889 hatte sich Kerschbaumer im Verein für erweiterte Frauenbildung in Wien für den allgemeinen Zugang von Frauen zum Medizinstudium ausgesprochen. Aber erst zehn Jahre später war auch Frauen dieses Studium in der Monarchie erlaubt. Die Klinik umfasste 60 Betten. Durch ihre Tätigkeit reduzierte sich stark die Anzahl von an Altersblindheit Erkrankten. Sie versorgte auch viele Patienten kostenlos. Aus diesem Grund wird sie in Salzburg auch als Engel mit dem Skalpell bezeichnet. Sogar auf Votivtafeln, wie in Maria Plain, findet man sie auf Grund ihrer Wohltätigkeit erwähnt.
1896 verließ sie jedoch Salzburg und kehrte nach Russland zurück. In St. Petersburg unterrichtete sie an der medizinischen Akademie. Von 1897 bis 1903 betrieb sie sogenannte Wanderkliniken entlang der Transsibirischen Eisenbahn. Ab 1903 hatte sie die Leitung einer Klinik in Tiflis, kam aber später wieder nach Wien.
Im Jahr 1911 wanderte sie nach Amerika aus. 1923 verstarb sie in Los Angeles.
Ihr zu Ehren wird in der Science-City in Salzburg-Itzling 2008 eine Straße, die Rosa Kerschbaumerstraße, nach ihr benannt.

## Schriften
- Professor Albert und die weiblichen Ärzte. Neue Revue. Wien 1895.[6]
- Das Sarkom des Auges. Leipzig 1900.

## Anmerkung
1. ↑  Die Mehrzahl der Quellen (GND, LCCN, VIAF, Stefan Kerschbaumer) gibt als Geburtsdatum den 22. August 1851 an. Andere Quellen nennen den 21. April 1851 oder das Jahr 1853 oder den 21. April 1854.